# Walter Scott Dahl
Walter Scott Dahl, född 21 februari 1839, död 4 september 1906, var en norsk politiker. Han var son till Nils Nilsøn Dahl.
Dahl tog en jur. kand. 1859, blev overretssagsfører 1864, højesteretsadvokat 1866, sorenskriver 1885 och lagman 1889. Han var stortingsman 1874-79, 1883 och 1885, samt 1886-88. Politisk tillhörde han Venstre och stod Johan Sverdrup nära. 1883-84 var han huvudåklagare i riksrätten emot Regeringen Selmer och ingick 1888 i Regeringen Sverdrup, där han var chef för inrikesdepartementet, samt senare även för justitiedepartementet. Förutom populära juridiska handböcker och några politiskt-historiska arbeten har Dahl utgett J. Sverdrup. Et stothingsbillede (3 band, 1899-1904).